# Carlo Schmid
Carlo Schmid, född 3 december 1896 i Perpignan i Frankrike, död 11 december 1979 i Bonn, tysk politiker (Tysklands socialdemokratiska parti)
Schmid tillhör fäderna till Förbundsrepubliken Tysklands författning, Grundgesetz och var med och utformade Bad Godesbergprogrammet 1959, vilket reformerade Tysklands socialdemokratiska parti. Han arbetade för försoning mellan Tyskland och Frankrike.